# Пассетто
Пассетто (итал. Passetto, Passetto di Borgo — «маленький коридор») — укрепленный коридор длиной около 800 м в Леонинской стене, который соединяет Ватикан с замком Святого Ангела в районе Борго. Сооружение возведено в 1277 году при папе Николае III.
Этот скрытый ход папа Александр VI использовал для бегства при нападении на Рим войск короля Франции Карла VIII в 1494 году, а в 1527 году по этому коридору папе Клименту VII удалось бежать из Ватикана после захвата города многонациональными войсками императора Карла V.

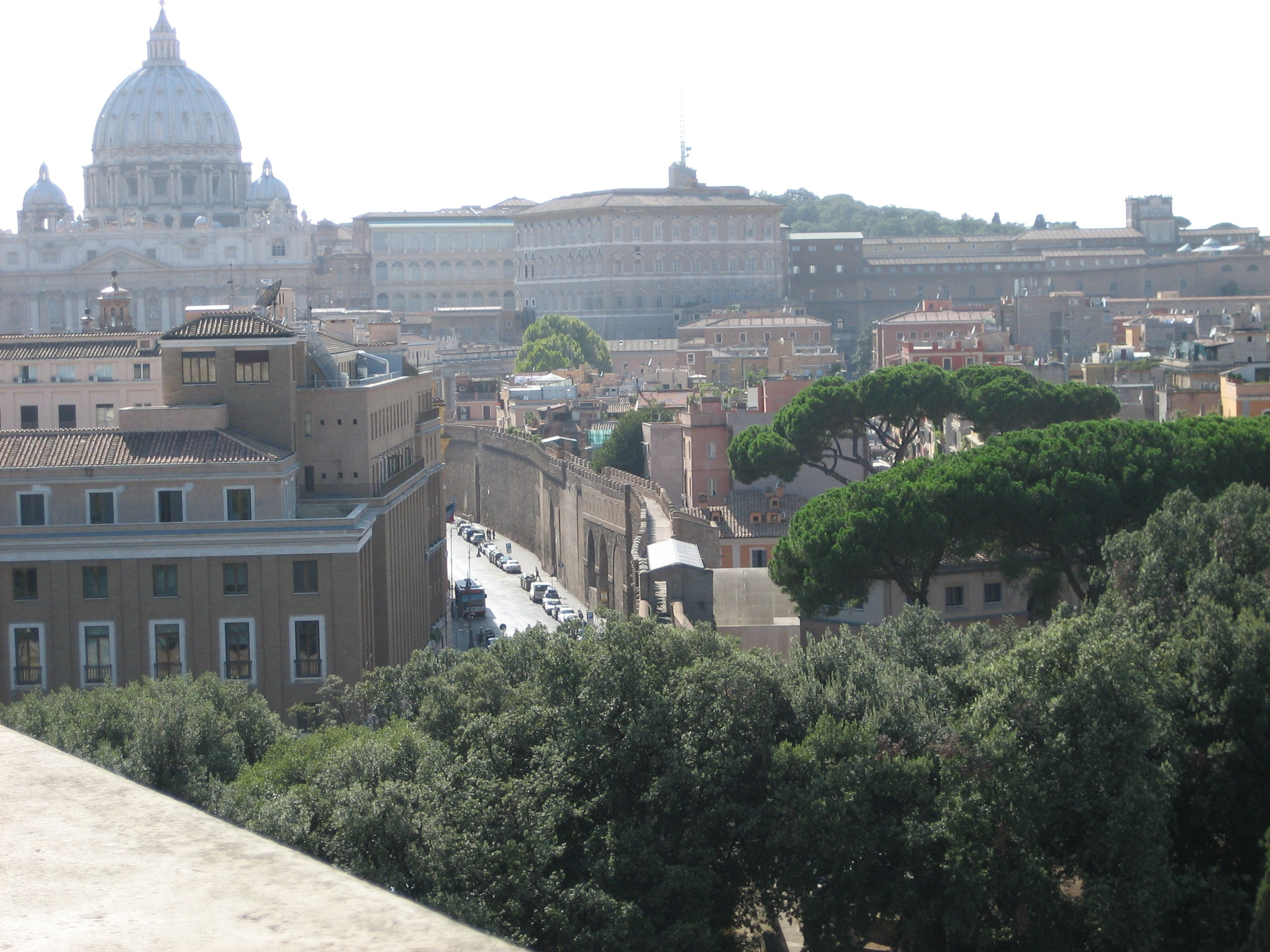
Вид из замка Святого Ангела на пассетто и Ватикан